# NGC 7753
NGC 7753 je galaxie v souhvězdí Pegas. Její zdánlivá jasnost je 12,2m a úhlová velikost 3,3′ × 2,1′. Je vzdálená 239 milionů světelných let, průměr má 230 000 světelných let. Se svým menším průvodcem, galaxií NG 7752, tvoří pár, který je zařazený do Arpova katalogu jako Arp 86 ve skupině spirálních galaxií s společníkem s vysokým povrchovým jasem. Galaxii objevil 12. září 1784 William Herschel.

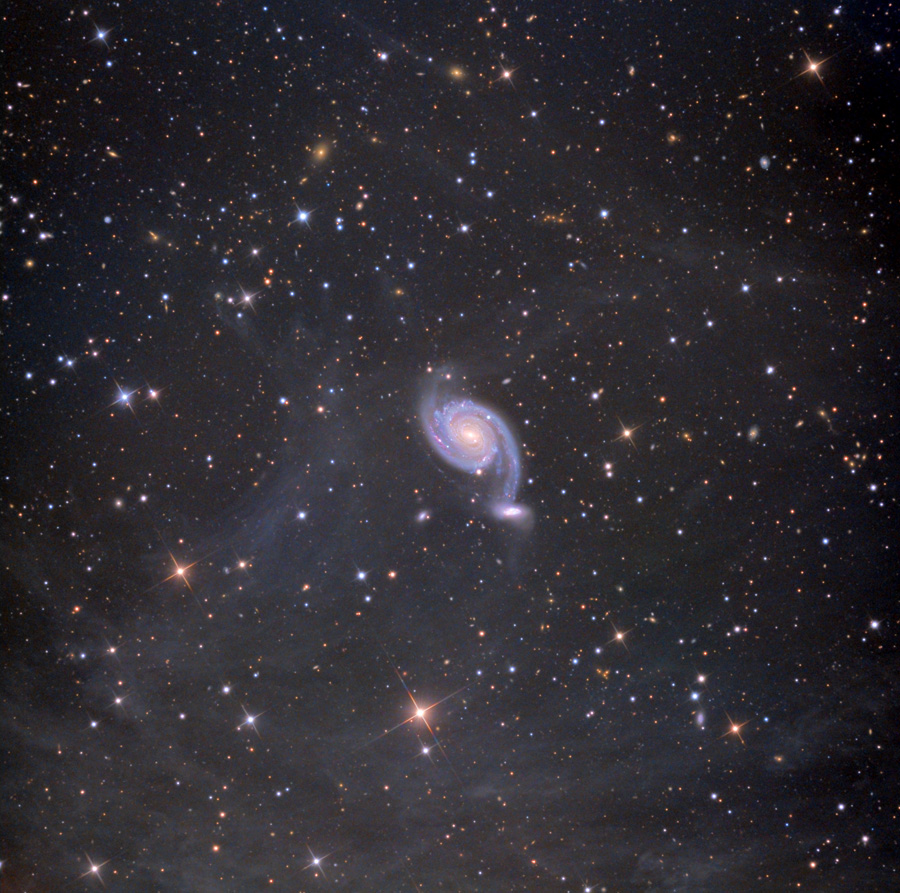
NGC 7753 s menší NGC 7752